# 679–670 př. n. l.
Století: 8. století př. n. l. – 7. století př. n. l. – 6. století př. n. l.
Roky: 699 – 690 689 – 680 – 679–670 př. n. l. – 669 – 660 659 – 650

## Události
- 677 – Assarhaddon vedl asyrská vojska proti povstalým arabským kmenům.
- 675 – Assarhaddon začal s přestavbou Babylónu.
- 675 – Kimmeriové vpadli do Malé Asie.
- 675 – V Thrákii se usazují Makedoňané.
- 675 – Parthové obsazují Thaxos.
- 673 – Tullus Hostilius se stal třetím římským králem.
- 671 – Asyrský panovník Assarhaddon dobývá Egypt a útočí na Elam.

## Úmrtí
- cca 678 – Perdikkás I., makedonský král
- 673 – Numa Pompilius, druhý římský král
- 670 – Mettius Fufetius, král Alby Longy

## Hlava státu
- Médie – Kyaxarés I., poté Fraortés
- Egypt – Taharka
- Urartu – Rusa II.
- Asýrie – Assarhaddon
- Makedonie – Perdikkás I., poté Argaios I.